# Duina
La duina, in musica, è un gruppo irregolare o insufficiente composto da due note eseguite in un'unità di tempo solitamente a suddivisione ternaria, in questo modo si cambierà il movimento di ritmo ternario in movimento di ritmo binario.
È però anche possibile trovare la duina su un gruppo di tre tempi consecutivi. Se per esempio l'unità del tempo è la semiminima è possibile sostituire a tre normali semiminime due inserite in una duina, cosicché la somma sia uguale a quella di tre tempi, cioè in questo caso al valore di una minima puntata.
Matematicamente, {\displaystyle {\frac {1}{3}}+{\frac {1}{3}}+{\frac {1}{3}}={\frac {1}{2}}+{\frac {1}{2}}=1}
Applicando la proprietà dissociativa dell'addizione, cioè dividendo in due i tre tempi, si ottiene che la duina corrisponde a {\displaystyle ({\frac {1}{3}}+{\frac {1}{6}})+({\frac {1}{6}}+{\frac {1}{3}})}
Applicando ora la proprietà commutativa si ha che la duina sia equivalente a {\displaystyle ({\frac {1}{3}}+{\frac {1}{6}})+({\frac {1}{3}}+{\frac {1}{6}})}, cioè un terzo di battuta (e quindi un tempo) aumentato della sua metà (un sesto), e cioè la nota originale puntata. Quindi la duina può essere sostituita da due valori puntati corrispondenti.
Una duina può anche non essere composta da note eguali, infatti basta che la somma delle durate sia equivalente a quella delle due note uguali. La duina, per esempio, può contenere delle pause. Gli esempi qui sotto sono tutti equivalenti ad una duina formata da due crome.
La duina è rappresentata da una legatura che unisce le due note (che non è da considerare né una legatura di valore né una legatura di portamento) e un 2 (due) scritto sopra.